# Ariamnes waikula
Espèce
Ariamnes waikula est une espèce d'araignées aranéomorphes de la famille des Theridiidae.

## Distribution
Cette espèce est endémique de l'île de Hawaï à Hawaï,.

## Description
Les mâles mesurent de 4,8 à 5,0 mm et les femelles de 8,0 à 9,3 mm.

## Publication originale
- Gillespie & Rivera, 2007 : Free-living spiders of the genus Ariamnes (Araneae, Theridiidae) in Hawaii. Journal of Arachnology, vol. 35, p. 11-37 (texte intégral).